# Martin Bullinger
Martin Bullinger (* 5. April 1930 in Pforzheim; † 23. Januar 2021) war ein deutscher Jurist, Hochschullehrer und Medienrechtler.

## Leben und Wirken
Bullinger studierte Rechtswissenschaften in Berlin, Köln und Tübingen. Nach seiner Promotion über ein öffentlich-rechtliches Thema und der Habilitation an der Universität Heidelberg erhielt er 1963 einen Ruf auf eine Professur für Staats- und Verwaltungsrecht an der Universität Freiburg. 1995 wurde er emeritiert.
Die wissenschaftlichen Arbeiten Bullingers befassen sich vor allem mit Fragen des Medienrechts, insbesondere dem Rundfunkrecht und Presserecht. Anfang der 1980er Jahre war er Leiter einer Kommission zur Vorbereitung des Landesmediengesetzes Baden-Württemberg, womit er zur Gestaltung des rechtlichen Rahmens für die Einführung des privaten Rundfunks in Deutschland beitrug. Das von ihm entwickelte Regelungskonzept für Neue Medien, das den Schutz vor einer einseitigen Meinungsbeeinflussung bezweckte, wurde in den 1990er Jahren zum Vorbild für die gesetzliche Regelung der Mediendienste und Teledienste im Staatsvertrag über Mediendienste der Länder und im Teledienstegesetz des Bundes.
Die Universität Dijon verlieh ihm 1987 die Ehrendoktorwürde. Für seine Arbeiten zum Landesmediengesetz Baden-Württemberg wurde Bullinger vom Land Baden-Württemberg mit der Verdienstmedaille ausgezeichnet. Die Universität Freiburg verlieh ihm 1995 die Universitätsmedaille.

## Werke (Auswahl)
- Die Selbstermächtigung zum Erlass von Rechtsvorschriften, 1958 (Dissertation)
- Vertrag und Verwaltungsakt. Zu den Handlungsformen und Handlungsprinzipien der öffentlichen Verwaltung nach deutschem und englischem Recht, 1962 (Habilitation)
- Die Mineralölfernleitungen, 1962 (Habilitationsvortrag)
- Kommunikationsfreiheit im Strukturwandel der Telekommunikation, 1980
- Landesmediengesetz Baden-Württemberg (LMedienG). Kommentar (zusammen mit Christoph Gödel), 1986
- Multimediadienste (zusammen mit Ernst-Joachim Mestmäcker), 1997
- Die Aufgaben des öffentlichen Rundfunks. Wege zu einem Funktionsauftrag, 1999
- Regulierung von Wirtschaft und Medien. Analysen ihrer Entwicklung, 2008